# Косюра Володимир Терентійович
Володимир Терентійович Косю́ра (нар. 5 вересня 1938, Трудобєликівське сільське поселення) — український фахівець у галузі виноробства. Доктор технічних наук з 1995 року, професор з 2004 року.

## Біографія
Народився 5 вересня 1938 року на території Трудобєликівської сільської ради (тепер Трудобєликівське сільське поселення Красноармійського району Краснодарського краю, Росія). 1958 року закінчив технікум харчової промисловості Раднаргоспу Молдавської РСР. Розпочав трудову діяльність виноробом на Ларгенському винпункті Катульського винзаводоуправління Молдавської РСР. 1966 року закінчив Одеський технологічний інститут (навчався у Олександра Преображенського, практику проходив в якості технолога на заводі «Новий Світ»). Після здобуття освіти працював технологом, а згодом начальником цеху на винзаводі радгоспу-заводу «Виноградний» у Сімферопольському районі Кримської області. Протягом 1968–2006 років працював в Інституті винограду і вина «Магарач» Української академії аграрних наук: у 1988–1996 роках очолював лабоаторію метрології і стандартизації, водночас з 1993 року завідував відділом ігристих вин.

## Наукова діяльність
Основним напрямком наукових досліджень вченого був контроль якості вина. Автор понад 160 наукових праць, в тому числі 3-х книг, 12 брошур, серед яких: 
- «О путях повышения качества шампанских виноматериалов» // «Виноградарство и виноделие СССР». 1989. № 3 (у співавторстві);
- «Якість як пріоритетний фактор у виноробстві» // «Виноград. Вино». 1998. № 3;
- «Про реструктуризацію виноградарсько-виноробної галузі України» // «Виноград. Вино». 1999. № 1 (у співавторстві);
- «Оптимизация технологий производства винограда и вина — стратегические направления и практические аспекты». 2002 (книга);
- «Первоочередные задачи технического регулирования в виноградарстве и виноделии» // «Магарач». «Виноградарство и виноделие». 2003. № 4 (у спіавторстві);
- «Основы виноделия». 2004 (книга);
- «Игристые вина. История. Современность. Основные направления производства». 2006 (книга).

Автор 6 авторських свідоцтв СРСР і патентів на винаходи України.
Під його керівництвом захищені три кандидадські дисертації.

## Відзнаки
- Медаль «За трудову відзнаку»;
- Нагрудний знак «Винахідник СРСР»;
- Премія АР Крим в галузі науки і науково-технічної діяльності (за спільну роботу з наукового обґрунтування системи післяопераційного контролю і керування якістю ігристих вин на прикладі заводу «Новий Світ»)[1].